# Gonçalo da Costa
D. Gonçalo Da Costa (c. 1290 -?) foi um cavaleiro e militar medieval português. Foi um Rico-Homem da Corte do rei de Portugal; foi Senhor da Quinta da Costa em Louredo, ao pé de Nossa Senhora da Costa. Foi igualmente senhor do couto de Mancelos, então em Santa Cruz de Riba Tâmega (hoje Amarante), onde fundou uma Domus Fortis e uma capela sob a invocação de Nossa Senhora da Costa[carece de fontes?].

## Relações familiares
Foi casado, tendo filho:
1. Gomes Gonçalves da Costa (I) (1315 —?)